# Colla Castellera de Figueres

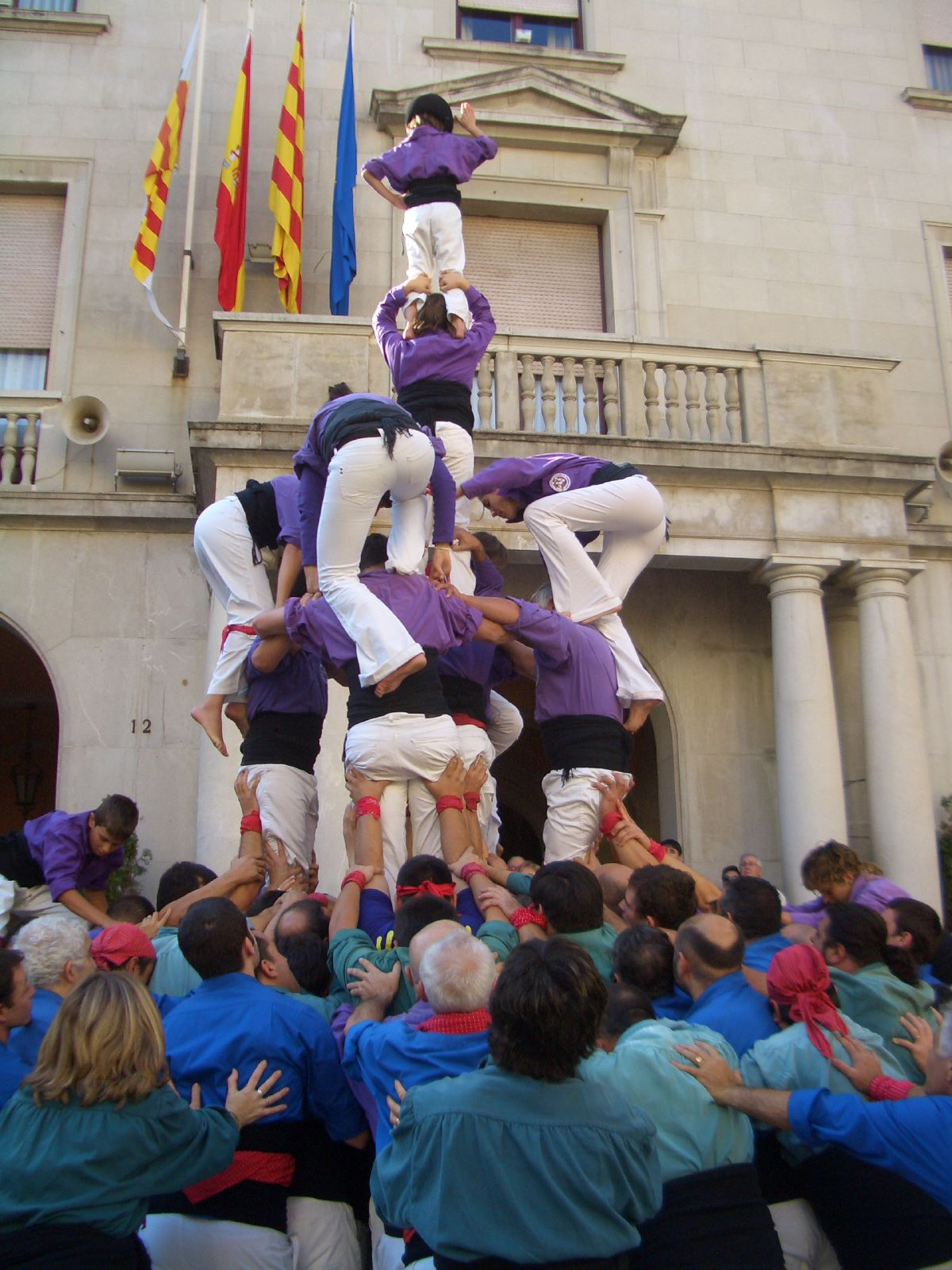
4 de 6 amb l'agulla realitzat el 4 de novembre del 2007 en l'11a diada de la colla

La Colla Castellera de Figueres és una colla castellera de Figueres, a l'Alt Empordà, fundada el 1996. El color de les seves camises és el lila pel color del vi empordanès. Els seus millors castells són el Pilar de 6 carregat, el 2 de 7 i el 5 de 7.

## Història

### Fundació i bateig
La Colla Castellera de Figueres es va constituir oficialment l'11 de setembre de 1996, en una reunió a la qual van assistir dinou persones unides per l'afició de fer castells i amb ganes de crear una nova colla castellera. En els inicis, alguns castellers van venir de les colles castellers de l'Albera i de Barcelona.
El bateig va tenir lloc el diumenge 4 de maig de 1997 a la Plaça de l'Ajuntament de Figueres, en el marc de les Fires i Festes de la Santa Creu. Els padrins varen ser els Castellers de Barcelona i la Colla Castellera de Sant Pere i Sant Pau, del barri de Sant Pere i Sant Pau de Tarragona. El fet que la colla aplegués gent de tot l'Empordà va fer que el color triat per a la camisa castellera fos representatiu d'aquesta comarca: el color lila fort, color del vi empordanès. Era el petit homenatge de la colla a totes aquelles persones que, al llarg dels segles i amb el seu esforç, han tret de la terra aquest preuat fruit.
L'escut de la Colla és creació de la dissenyadora empordanesa Cati Palou, i simbolitza l'esforç i el treball conjunt de tots els castellers per aconseguir coronar un castell. Representa una construcció castellera vista des de l'aire que enlaira l'enxaneta amunt al cel fins que amb la mà agafa un estel i, en desplaçar-lo d'esquerra a dreta, deixa un rastre de llum que porta el nom de la Colla Castellera de Figueres.

### Primeres passes
Els primers anys van aconseguir descarregar tota la gamma de castells de 6 i algun bàsic de 7. Els següents anys van aconseguir consolidar la gamma bàsica de set i van assolir castells de més dificultat com el 4 de 7 amb l'agulla per la Festa Major de Navata de 1999 i 5 de 7 pel 3r aniversari de la colla també el 1999.

### Elpilar de 6
Sense dubte, un dels millors anys de la història de la colla va ser el 2000. Van continuar amb la tendència ascendent dels darrers anys i van carregar el pilar de 6 fins a quatre ocasions diferents, sent de les poques colles que va assolir el pilar de 6 sense haver fet castells de 8. Aquest any va culminar al XVIII concurs de castells de Tarragona on també hi van carregar el primer 2 de 7 de la seva història. A Torredembarra hi van fer intent de 5 de 7, pilar de 6 carregat, 4 de 7 amb l'agulla i 2 de 7 carregat; va ser la seva millor diada de la història fins al 2016. L'any següent el tornarien a carregar la torre, però després del 2000 la colla va experimentar una davallada de nivell.

### Escissió
L'any 2012 un grup de membres de la colla va decidir anar-se'n i fundar els Vailets de l'Empordà a Castelló d'Empúries. Això va provocar una davallada en el nivell dels castells que no van aconseguir recuperar fins al 2014.

### Recuperació i somnis de 8
L'any 2014 van aconseguir recuperar el 5 de 7, castell que no descarregaven des del 2008 i el 4 de 7 amb l'agulla que no feien des de 2012. Aquesta embranzida els va ajudar al 2015 fer el primer castell de 7 de la temporada castellera i el més matiner de la seva història a la Fira de l'Oli d'Espolla al gener. La bona feina es va veure recompensada en forma de 7 de 7 per la Diada de fi de temporada al novembre.
Els vertaders fruits de la seva recuperació els van recollir la temporada 2016 pel XXVI Concurs de castells on van descarregar el primer 2 de 7 de la seva història, 15 anys després de l'últim carregat. Van aconseguir mantenir el nivell i l'any 2018 pel XXVII Concurs de castells van guanyar l'edició de Torredembarra amb el 5 de 7, un intent desmuntat de 2 de 7, el 7 de 7 i el 2 de 7. L'any 2019 van portar a plaça el seu primer 4 de 8 a Vic, que van deixar en intent, després d'un intent desmuntat.

## Castells assolits
Aquesta taula està realitzada a partir de dades de la Base de Dades de la Coordinadora de Colles Castelleres de Catalunya – Colla Jove Xiquets de Tarragona i altres fonts.
|             | Carregat               | Carregat                  | Carregat  | Descarregat            | Descarregat                                  | Descarregat   | Ref.   |
| Construcció | Data                   | Diada                     | Població  | Data                   | Diada                                        | Població      | Ref.   |
| ----------- | ---------------------- | ------------------------- | --------- | ---------------------- | -------------------------------------------- | ------------- | ------ |
| 5d7a        |                        |                           |           | 6 de maig de 2018      | Festes de la Santa Creu                      | Figueres      |        |
| 7d7         |                        |                           |           | 15 de novembre de 2015 | Diada de fi de temporada                     | Figueres      | [ 12 ] |
| 7d6         |                        |                           |           | 6 de maig de 2012      | Festes de la Santa Creu                      | Figueres      |        |
| 3d7a        |                        |                           |           | 6 de setembre de 2011  | 14a Diada de la Colla Castellera de Figueres | Figueres      | [ 13 ] |
| 5d6a        |                        |                           |           | 9 de maig de 2010      | Festes de la Santa Creu                      | Figueres      |        |
| 3d6a        |                        |                           |           | 7 de setembre de 2008  |                                              | Figueres      |        |
| Pd6         | 7 de maig del 2000     | Festes de la Santa Creu   | Figueres  |                        |                                              |               | [ 12 ] |
| 2d7         | 8 d'octubre del 2000   | XVIII Concurs de Castells | Tarragona | 25 de setembre de 2016 | XXVI Concurs de Castells                     | Torredembarra | [ 3 ]  |
| 5d7         |                        |                           |           | 12 de setembre de 1999 | 3r aniversari                                | Figueres      |        |
| 4d7a        |                        |                           |           | 18 de juliol de 1999   | Festa Major de Navata                        | Navata        | [ 12 ] |
| 4d7         |                        |                           |           | 23 de novembre de 1997 | Trobada de colles 97                         | Figueres      | [ 12 ] |
| 3d7         |                        |                           |           | 23 de novembre de 1997 | Trobada de colles 97                         | Figueres      |        |
| Pd5         | 21 de setembre de 1997 |                           | Figueres  | 8 de novembre de 1997  |                                              | Figueres      |        |
| 5d6         |                        |                           |           | 7 de setembre de 1997  | Festa Major de la Jonquera                   | La Jonquera   |        |
| 3d6ps       |                        |                           |           | 29 de juny de 1997     |                                              | Figueres      |        |
| 2d6         |                        |                           |           | 4 de maig de 1997      | Presentació dels Castellers de Figueres      | Figueres      |        |
| 4d6a        |                        |                           |           | 4 de maig de 1997      | Presentació dels Castellers de Figueres      | Figueres      |        |
| 4d6         |                        |                           |           | 28 de febrer de 1997   |                                              | Figueres      |        |
| 3d6         |                        |                           |           | 28 de febrer de 1997   |                                              | Figueres      |        |
| Pd4         |                        |                           |           | 5 de gener de 1997     | Cavalcada de Reis                            | Figueres      |        |

### Castells intentats i no assolits
| Construcció                         | Data                   | Diada                     | Població  | Ref. |
| ----------------------------------- | ---------------------- | ------------------------- | --------- | ---- |
| intent desmuntat i intent de 4 de 8 | 10 de novembre de 2019 | Diada dels Sagals d'Osona | Vic       |      |
| intent de 3 de 7 per sota           | 11 de novembre de 2001 | Diada de la colla         | Figueres  |      |
| intent de 3 de 7 per sota           | 1 de juliol del 2001   |                           | Tarragona |      |